# Samuel (koptischer Bischof)

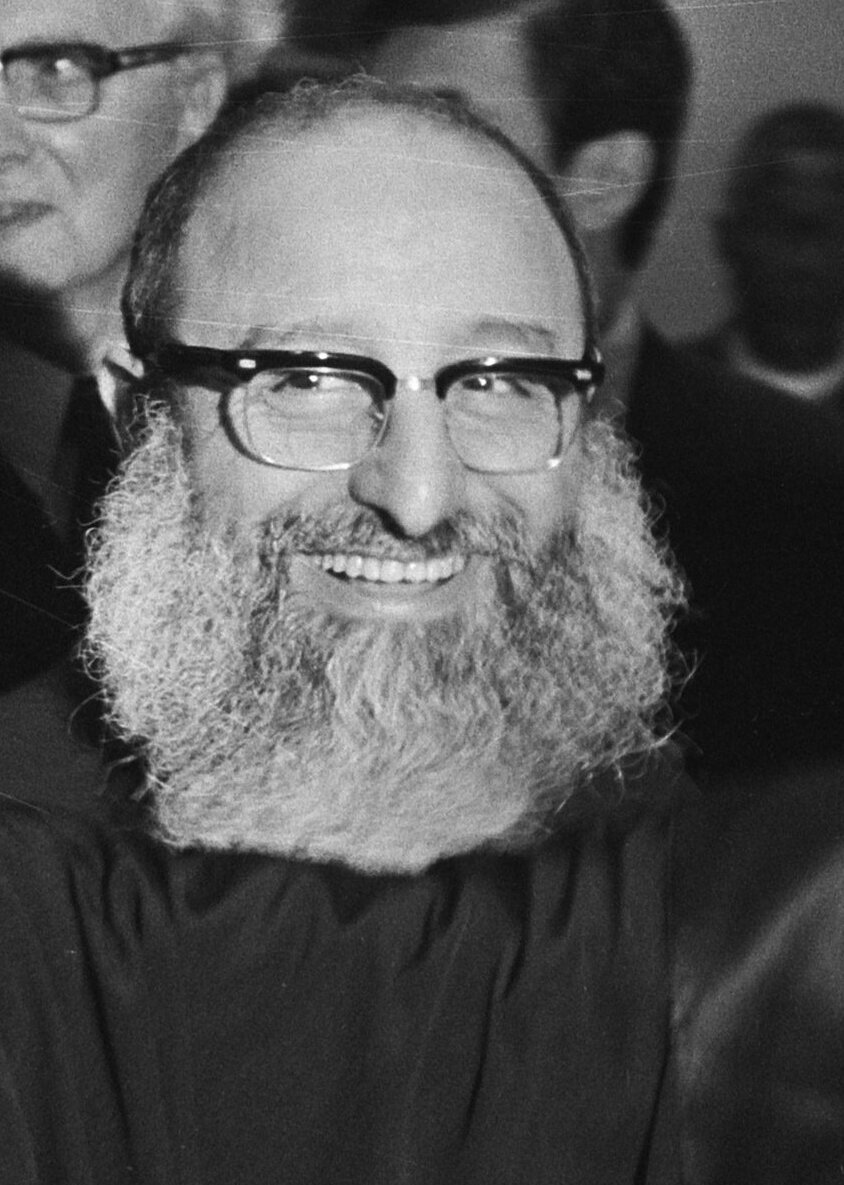
Anba Samuel (1972)

Anba Samuel (arabisch الانبا صموئيل; Geburtsname: Saad Aaziz; * 8. Dezember 1920 in Kairo; † 6. Oktober 1981) war ein ägyptischer Geistlicher. Er war Allgemeiner Bischof der Koptischen Kirche.

## Leben

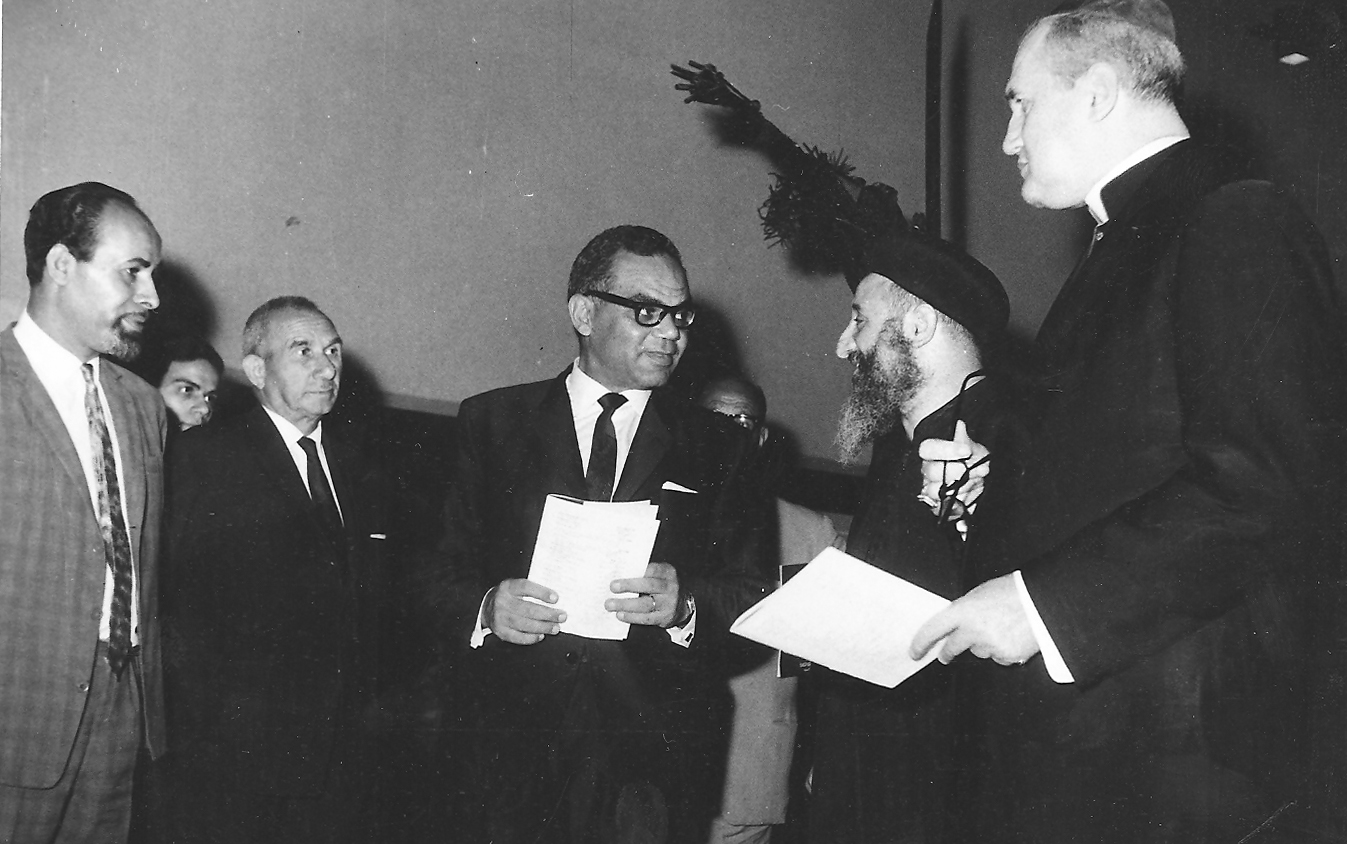
Bischof Samuel zweiter von rechts und Pahor Labib dritter von links

Nach seinem Schulabschluss begann er im Jahr 1937 ein Studium der Rechtswissenschaft an der Universität Kairo. Nach seinem Studienabschluss im Jahr 1941 arbeitete er in der ägyptischen Nationalbank. Zur gleichen Zeit begann er ein Theologiestudium, welches er im Jahre 1944 mit einem Diplom an der Theologischen Hochschule in Kairo abschloss. Danach erhielt er ein Stipendium für ein Studium der Erziehungswissenschaft und Psychologie an der American University Cairo (AUC). Beide Fächer lehrte er bis 1946 an der Theologischen Hochschule in Kairo. In den beiden darauffolgenden Jahren wurde er zum Unterricht an die äthiopische Theologische Hochschule Holy Trinity Theological College in Addis Abeba gesandt. Im Jahr 1948 wurde er Mönch unter der Leitung des Eremiten Mina el-Baramousy, des späteren Papstes Kyrillos VI. Mit dem Namen Makari es-Suriani wurde Anba Samuel zum Mönch geweiht und zum Kloster es-Surian geschickt.

## Wirken
Im Jahre 1954 sandte ihn der koptische Papst Jossaph II. (= Yusab II.) als Vertreter der koptischen Kirche zum christlich-islamischen Dialog in den Libanon. Im August 1954 gehörte er gemeinsam mit Priester Salib Sourial und dem koptischen Historiker Aziz S. Atiya der Delegation zum zweiten Treffen des Weltkirchenrates in Evanston (Illinois) an. Dort nutzte er die Chance, sein theologisches Studium in den USA fortzusetzen; er schrieb seine Magisterarbeit über das Thema „Die christliche Pädagogik in der koptischen Kirche in der Zeit des frühen Christentums“. Nach seiner Rückkehr im Juni 1956 bestimmte ihn seine Kirche als Vertreter im Weltkirchenrat. Am 30. September 1962 weihte Papst Kyrillos VI. ihn zum Allgemeinen Bischof, mit Bischofsnamen Samuel, für generelle und soziale Angelegenheiten der koptischen Kirche. In diesem Amt setzte er sich für alle Ägypter ein, Christen wie Muslime, vor allem während der Kriegszeiten. Er gründete eine Gemeinschaft mit dem Namen „Bruderschaft der Werktätigen“, um Arbeitslosen zu helfen und ihr Lebensniveau zu verbessern.
Er war Mitglied der Christlichen Friedenskonferenz, in deren Arbeitsausschuss er bei der IV. Allchristlichen Friedensversammlung 1971 gewählt wurde.
Für die Muslimbruderschaft war Samuel bei der Militärparade vom 6. Oktober 1981 – neben Anwar ās-Sādāt –  ein Ziel und wurde tödlich verletzt.

## Referenzen
- Nachrufe in: Le Monde Copte 10 (1983) 3-5 (mit Foto) und Proche-Orient Chrétien 32 (1982) 164-166.
- Kyrellos Boutros: Die Geschichte der koptisch-orthodoxen Kirche in Deutschland nach dem Zweiten Weltkrieg, Magisterarbeit, Heidelberg, 2007

| Personendaten    | Personendaten                             |
| ---------------- | ----------------------------------------- |
| NAME             | Samuel                                    |
| KURZBESCHREIBUNG | Allgemeiner Bischof der Koptischen Kirche |
| GEBURTSDATUM     | 8. Dezember 1920                          |
| GEBURTSORT       | Kairo                                     |
| STERBEDATUM      | 6. Oktober 1981                           |